# Krems II
Krems II è un comune dello Schleswig-Holstein, in Germania. Appartiene al circondario di Segeberg ed è parte della comunità amministrativa (Amt) di Trave-Land.
La denominazione di Krems II serviva a distinguere il comune dal vicino comune di Krems I, aggregato in seguito al comune di Leezen.